# Amand von Ruville
Amand Ernest Eugen von Ruville (né le 28 octobre 1816 à Stendal et mort le 28 décembre 1884 à Berlin) est un général de division prussien.

## Biographie

### Origine
Il est le fils du lieutenant-colonel Alexander von Ruville (1780–1841) et son épouse Philippine, née von Hirschfeld (1788–1861). Elle est la fille du général d'infanterie prussien Karl Friedrich von Hirschfeld.

### Carrière militaire
Ruville étudie aux maisons des cadets à Potsdam et à Berlin. Le 5 août 1833, il est nommé Portepeefähnrich du 1er régiment à pied de la Garde de l'armée prussienne. Là, il est promu au grade de sous-lieutenant en août 1834. En 1848, il participe à la répression des combats de rue à Berlin (de) et est promu premier lieutenant en mai de la même année. Quatre ans plus tard, Ruville est promu capitaine et nommé commandant de compagnie en mai 1854. Avec sa promotion au grade de major, il arrive le 6 novembre 1858 comme commandant du 1er bataillon du 25e régiment de Landwehr à Aix-la-Chapelle. Le 8 mai 1860, Ruville est affecté au commandement du bataillon du 25e régiment d'infanterie combinée, qui deviendra peu après le 65e régiment d'infanterie. Il sert comme commandant du 1er bataillon à Cologne jusqu'au 1er avril 1861 et est ensuite affecté au poste de commandant du contingent grand-ducal de Mecklembourg-Strelitz à la suite du 1er régiment à pied de la Garde. À ce poste, Ruville est promu lieutenant-colonel le 17 mars 1863 et reçoit la croix de commandeur de l'ordre de la Couronne de Wende le 24 octobre 1865.
Le 18 janvier 1866, il est transféré à Ratibor, initialement avec le commandement du 22e régiment d'infanterie le 3 avril 1866. La même année, il mène son régiment à la bataille de Sadowa pendant la guerre contre l'Autriche et reçoit l'ordre de l'Aigle rouge, de 3e classe récompensée avec épées. Le 12 août 1869, il prend sa retraite avec la pension statutaire de major général.
Avec le début de la guerre contre la France, Ruville est nommé le 18 juillet 1870 commandant de la 5e brigade de Landwehr. Après avoir remporté la bataille d'Amiens, il est nommé commandant d'Amiens le 8 décembre 1870 pour la durée de la liaison mobile et reçoit la croix de fer de 2e classe. Après le traité de paix, Ruville est nommé commandant de Nancy du 23 mai au 14 août 1871. Par la suite, son ordre de mobilisation est levé et il est remis en état d'inactivité. Le 9 décembre 1871, il reçoit la Croix du Mérite militaire de Mecklembourg, première classe. Ruville est chevalier de l'Ordre de Saint-Jean. Après sa mort, il est enterré le 2 janvier 1885 au cimetière des Invalides à Berlin.

### Famille
Ruville se marie avec Mathilde Luise comtesse zu Lynar (1830–1859) le 26 juillet 1852 au château de Lübbenau. Le mariage donne naissance à plusieurs enfants, dont :
- Louis Amand Ernest (1853–1928), général de division prussien
- Albert (de) (1855–1934), historien allemand

Après sa mort prématurée, il se marie avec Agnes Sophie von Bülow (1841–1884) le 17 novembre 1866 à Berlin.